# Scutiger (płazy)
Scutiger – rodzaj płazów bezogonowych z podrodziny Leptobrachiinae w rodzinie Megophryidae.

## Zasięg występowania
Rodzaj obejmuje gatunki występujące na dużych wysokościach (1000–5300 m n.p.m.) w południowo-zachodnich Chinach (w tym Tybet), północnej Mjanmie, Nepalu i północnych Indiach.

## Systematyka

### Etymologia
- Scutiger: łac. scutum „podłużna tarcza”[6]; -gera „noszenie”, od gerere „nosić”[7].
- Cophophryne: gr. κωφος kōphos „cichy, głuchy”[8]; φρυνη phrunē, φρυνης phrunēs „ropucha”[9]. Nazwa zastępcza dla Scutiger Theobald, 1868, ponieważ Boulenger błędnie uważał, że nazwa ta jest zajęta przez Scutigera Lamarck, 1801 (Chilopoda).
- Aelurophryne: gr. αιλουρος ailouros „kot”[10]; φρυνη phrunē, φρυνης phrunēs „ropucha”[9]. Gatunek typowy: Bufo mammatus Günther, 1896.

### Podział systematyczny
Do rodzaju należą następujące gatunki:

- Scutiger adungensis Dubois, 1979
- Scutiger bangdaensis Rao, Hui, Ma & Zhu, 2022
- Scutiger bhutanensis Delorme & Dubois, 2001
- Scutiger biluoensis Rao, Hui, Zhu & Ma, 2022
- Scutiger boulengeri (Bedriaga, 1898)
- Scutiger brevipes (Liu, 1950)
- Scutiger chintingensis Liu & Hu, 1960
- Scutiger feiliangi Zhou, Guan & Shi, 2023
- Scutiger ghunsa Khatiwada, Shu, Subedi, Wang, Ohler, Cannatella, Xie & Jiang, 2019
- Scutiger glandulatus (Liu, 1950)
- Scutiger gongshanensis Yang & Su, 1979
- Scutiger jiulongensis Fei, Ye & Jiang, 1995
- Scutiger liupanensis Huang, 1985
- Scutiger luozhaensis Shi, Sui, Ma, Ji, Bu-Dian & Jiang, 2023
- Scutiger maculatus (Liu, 1950)
- Scutiger mammatus (Günther, 1896)
- Scutiger meiliensis Rao, Hui, Zhu & Ma, 2022
- Scutiger muliensis Fei & Ye, 1986
- Scutiger nepalensis Dubois, 1974
- Scutiger ningshanensis Fang, 1985
- Scutiger nyingchiensis Fei, 1977
- Scutiger occidentalis Dubois, 1978
- Scutiger pingwuensis Liu & Tian, 1978
- Scutiger sikimmensis (Blyth, 1855)
- Scutiger spinosus Jiang, Wang, Li & Che, 2016
- Scutiger tengchongensis Yang & Huang, 2019
- Scutiger tuberculatus Liu & Fei, 1979
- Scutiger wanglangensis Ye & Fei, 2007
- Scutiger wuguanfui Jiang, Rao, Yuan, Wang, Li, Hou, Che & Che, 2012